# Neodoclea
Neodoclea is een geslacht van kreeftachtigen uit de klasse van de Malacostraca (hogere kreeftachtigen).

## Soort
- Neodoclea boneti Buitendijk, 1950